# Echeveria coccinea
Echeveria coccinea är en fetbladsväxtart som först beskrevs av Antonio José Cavanilles, och fick sitt nu gällande namn av Dc.. Echeveria coccinea ingår i släktet Echeveria och familjen fetbladsväxter. Inga underarter finns listade i Catalogue of Life.

## Bildgalleri

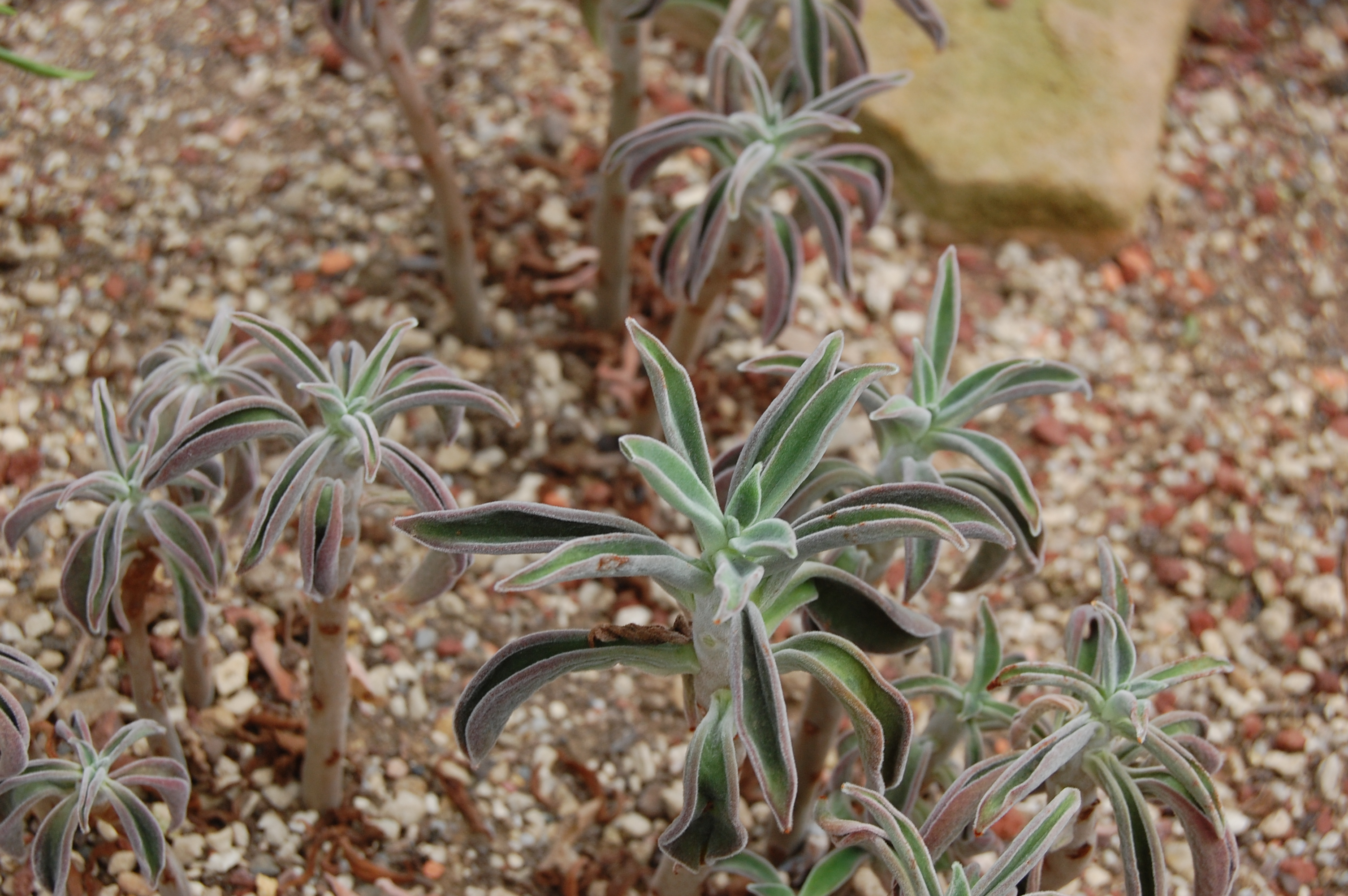
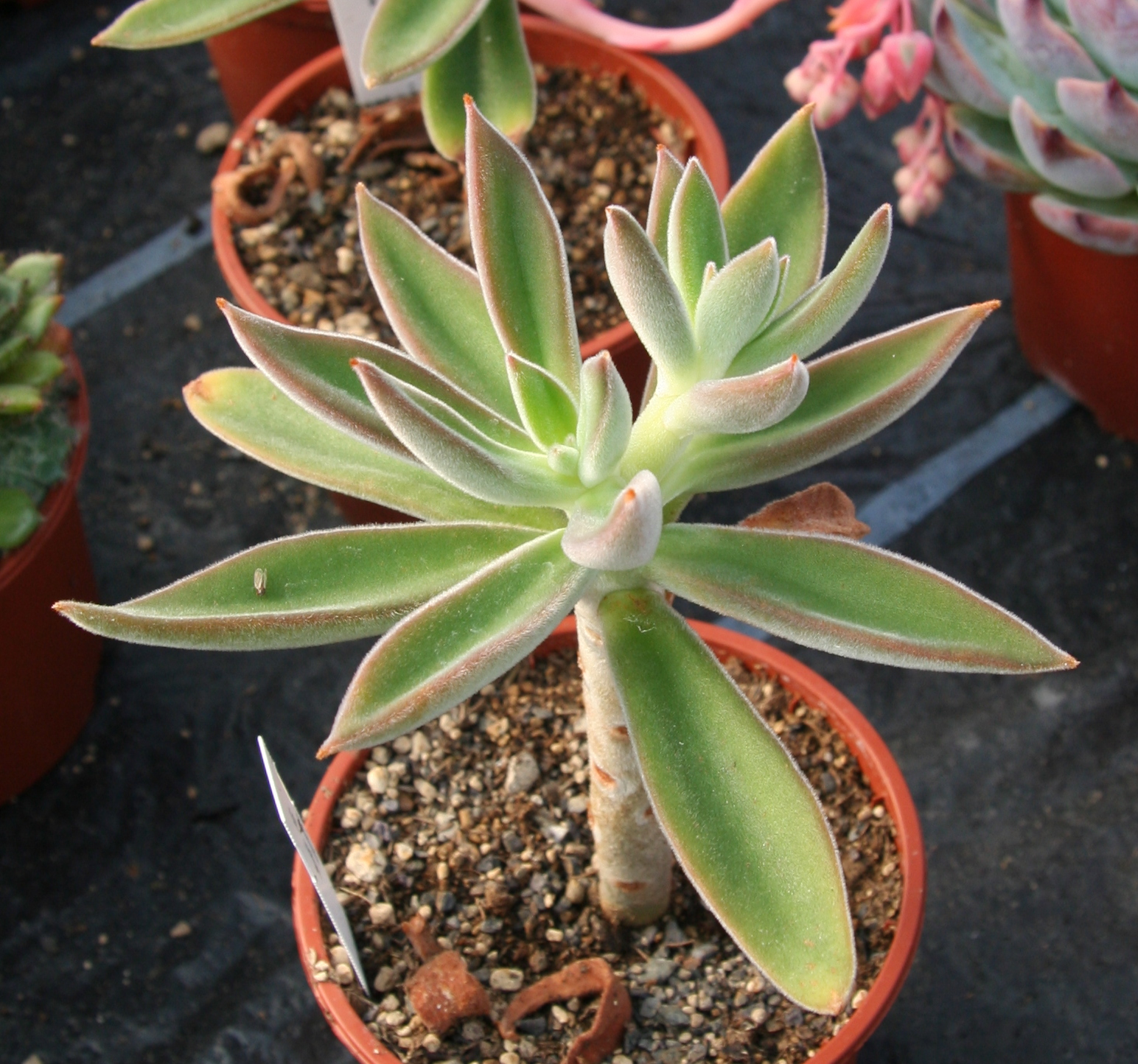